# Österreichische Erstligavereine im Frauenfußball
Als Erstligavereine im österreichischen Frauenfußball gelten Vereine, die seit 1972 zumindest einmal in der obersten Spielstufe der Frauenmeisterschaft vertreten waren. Die erste Liga wurde bis 1982 vom Wiener Fußballverband ausgerichtet und nannte sich Damenliga Ost – 1. Leistungsstufe. Trotz der Ausrichtung durch einen Landesverband stand die Teilnahme an der Meisterschaft jedoch grundsätzlich Vereinen aus dem gesamten Bundesgebiet Österreichs offen. 1982 übernahm der Österreichische Fußball-Bund die Obhut über die Liga und führte sie als Frauen-Bundesliga. 2006 erfolgte die Umbenennung in ÖFB Frauenliga und 2013 in ÖFB Frauen Bundesliga. (Stand: bis zur Saison 2019/20)

## Erstliga-Vereine nach Bundesländern

### Burgenland
SC Damen Dörfl
Beim seit 1963 bestehenden Sportclub aus der Gemeinde Steinberg-Dörfl wurde 1992 eine Frauenfußballsektion gegründet und gewann 1999 den Meistertitel der Frauenliga Burgenland, 2000 den burgenländischen Landespokal und 2001 die Meisterschaft der 2. Division Ost. Das Team spielte von 2001 bis 2004 in der Bundesliga. Nach der Saison 2003/04 stieg das Team aus dem Ligabetrieb aus und die Frauensektion löste sich auf. Der Verein fördert heute den Knabenfußball und hat einige Nachwuchsmannschaften.
2 × als SC Damen Dörfl: 2001/02, 2002/03, 2003/04 (3 × Bundesliga)
SG Halbturn/Breitenbrunn/Halbturn, USC Halbturn
Die Spielgemeinschaft aus Halbturn und Breitenbrunn durfte in der Saison 1973/74 erstmals in der Damenliga Ost spielen. Nach zwei Jahren in der Liga übernahm der USC Halbturn das Frauenteam und Breitenbrunn stieg aus der Spielgemeinschaft aus. Nach sechs Jahren Damenliga stieg die Frauensektion des USC Halbturn 1979 freiwillig in die 2. Leistungsstufe ab; ein Jahr später, 1980, folgte der Abstieg aus der 2. Leistungsstufe. Ein Jahr später konnte sich ein Verein aus Halbturn, Tyrolia Halbturn, wahrscheinlich handelt es sich hierbei ebenfalls um den USC Halbturn, für die 2. Leistungsstufe qualifizieren. Dieser qualifizierte sich gleich für Bundesliga. Nach zwei Jahren Bundesliga, 1984, löste Tyrolia Halbturn seine Frauensektion auf. Ob sich beim USV Halbturn, er hat in dieser Chronik kein Frauenteam genannt und die Nachwuchsarbeit in Männerfußball. forciert, ist nicht bekannt.
2 × als SG USC Halbturn/SC Breitenbrunn: 1973/74, 1974/75 (2 × Damenliga Ost)
4 × als USC Halbturn: 1975/76–1978/79 (4 × Damenliga Ost)
2 × als Tyrolia Halbturn: 1982/83, 1983/84 (2 × Bundesliga)
ESV Parndorf; SC-ESV Parndorf 1919, ASK Soccer Women Bruck
Der Eisenbahner-Sportclub aus Parndorf, von dem die Vereinsgründung unbekannt ist, hatte in den 1970er Jahren eine Damenmannschaft, die in der Bundesliga spielte. Der ESV Parndorf schloss sich mit dem SC Parndorf zusammen und trat nach der Fusion 1988 mit dem SC Parndorf als SC-ESV Parndorf 1919 an. Der Sportclub übernahm 2009 vom FC Winden ein Frauenteam und spielte bis 2013 in der 2. Liga Ost/Süd. Aus diesem Team und weitere Frauenteams aus der Umgebung wurde 2013 ein eigener Verein gegründet, der ASK Women Soccer Bruck, der sich 2015 aus dem Spielbetrieb zurückzog.
3 × als ESV Parndorf: 1976/77–1978/79 (3 × Damenliga Ost)
SC Pinkafeld, FC Südburgenland
Beim 1912 gegründeten Sportclub aus Pinkafeld entstand am Beginn des 2000er Jahre ein Frauenteam, das für die Saison 2001/02 für die 2. Division Ost qualifiziert war. Ein Jahr später spaltete sich das Frauenteam vom SC Pinkafeld ab und gründeten den FC Südburgenland mit den Vereinsfarben blau-weiß und qualifizierte sich für die Bundesliga der Saison 2003/04. Seither pendelt der Verein zwischen Bundesliga und 2. Liga Ost/Süd.
17 × als FC Südburgenland: 2003/04, 2004/05 (2 × Bundesliga), 2005/06–2019/20 (15 × ÖFB Frauen-Bundesliga)

### Kärnten
ASV St. Margarethen
Der Gesamtverein aus dem Wolfsberger Stadtteil St. Margarethen im Lavanttal wurde 1994 gegründet. Die Sektion Frauenfußball kam 1998 hinzu und schaffte in der Saison 2001/02 den Einzug in Pokalfinale, das gegen den USC Landhaus Wien verloren ging, und den Aufstieg in die Landesliga Steiermark, einer der damaligen zweiten Leistungsstufe, für die Saison 2001/2002 zu qualifizieren. Dort verweilte der Verein zwei Saisonen bis sich die Vereinsführung entschloss in die Bundesliga aufzusteigen. Dort spielte der Sportverein drei Jahre lang, bis 2006 in der Relegation in zwei Spielen gegen die LASK Ladies geschlagen geben musste. Nach zwei Jahren zweite Liga traten die Margarethner gegen die Kleinmünchner aus Linz an und gewann die Relegation mit einem Gesamtergebnis von 3:7 und qualifiziert sich für die erstklassige ÖFB-Frauenliga der Saison 2008/09. Allerdings stieg das Frauenteam in der nächsten Saison in die 2. Liga Ost/Süd ab und das Frauenteam wurde aufgelöst.
3 × als ASV St. Margarethen: 2003/04, 2004/05 (2 × Bundesliga), 2005/06, 2008/09 (2 × ÖFB-Frauenliga)
SK Austria Kärnten, FC St. Veit, Carinthians Soccer Women
Das Frauenteam entstand beim Klagenfurter Verein SK Austria Kärnten, wurde vom FC St. Veit übernommen, wieder an SK Austria Kärnten 2009 unter dem Namen SK Kärnten eingegliedert, um wieder an den FC St. Veit 2011 wieder übernommen zu werden und war damit in Klagenfurt oder in St. Veit beheimatet. Insgesamt konnte sich die Mannschaft sechs Mal für die erste österreichische Spielklasse qualifizieren. Im Juli 2013 wurde für dieses Frauenteam ein eigener Verein geschaffen, der wiederum zweimal in der ÖFB-Frauenliga spielte. Im Sommer 2016 schlossen sich die Frauenmannschaft des SV Spittal/Drau dem Verein an, die die Saison zuvor in Frauen Kärnten Liga gespielt hatten und bekam mit Spittal/Drau eine neue Heimat. In der Saison 2019/20 spielte das Team unter dem Namen Carinthians Spittal in der Frauen 2. Liga.
2 × als FC St. Veit: 2007/08, 2008/09 (2 × ÖFB-Frauenliga)
2 × als SK Kärnten: 2009/10, 2010/11 (2 × ÖFB-Frauenliga)
2 × als FC St. Veit Kärnten Frauen: 2011/12 (1 × ÖFB-Frauenliga), 2012/13 (1 × ÖFB Frauen-Bundesliga)
2 × als Carinthians Soccer Women: 2013/14, 2015/16 (2 × ÖFB-Frauenliga)

### Niederösterreich
DFC Alland/Brunn, DSC Austria Brunn, SC Brunn am Gebirge, 1. SVg Guntramsdorf
Der DSC Alland-Brunn war eine Spielgemeinschaft zwischen den zwei Städte Alland und Brunn am Gebirge im Industrieviertel, deshalb auch als Spielgemeinschaft DSC Alland-Brunn bekannt. Ab der Saison 1985/86 lösten die Allander und die Brunner die Spielgemeinschaft, der Verein wanderte ganz nach Brunn am Gebirge und spielte unter dem Namen DSC Austria Brunn. Der Verein gliederte sich in den nächsten drei Jahren in den Verein SC Brunn am Gebirge ein und nannte sich DSC Brunn am Gebirge. 2002 wurde die Sektion Frauenfußball wieder aufgelöst. Die Mannschaft wechselte zur 1. SVg Guntramsdorf zur Gründung der dortigen Frauensektion und konnte durch die Weiterreichung der Lizenz in der folgenden Saison in der 1. Bundesliga antreten. In der Saison 2015/16 spielte das Team in der Frauen Gebietsliga Industrieviertel, in der nächsten wurde das Team aufgelöst und die Spielerinnen wechselten zu Gumpoldskirchen 1.SVg, ASV 13, Sportclub SC Schwanenstadt 08 oder Mödling SC.
4 × als DSC Alland-Brunn: 1981/82 (1 × Damenliga Ost), 1982/83–1984/85 (3 × Bundesliga)
1 × als DSC Austria Brunn: 1985/86 (1 × Bundesliga)
11 × als SC Brunn am Gebirge: 1986/87–1994/95, 1999/2000–2001/02 (11 × Bundesliga)
1 × als 1. SVg Guntramsdorf: 2002/03 (1 × Bundesliga)
SKV Altenmarkt
Der aus Altenmarkt an der Triesting am Rand des Wienerwalds stammende Verein wurde 1979 als Herrenfußballverein gegründet, 2004 die Frauensektion. Während die Frauen 2016 in der Bundesliga spielen, wurde die Herrensektion des Vereins aufgelöst. In der Saison 2016/17 belegte SKV Altenmarkt den sechsten Platz in der ÖFB Frauen-Bundesliga. In der Saison 2018/19 erreichte der Verein in der 2. Liga Ost/Süd den 9. Platz.
7 × als SKV Altenmarkt: 2012/13–2019/20 (7 × ÖFB Frauen-Bundesliga)
SG Ardagger/Neustadtl
Die Frauenmannschaft der SG Ardagger/Neustadtl, eine Spielgemeinschaft von Ardagger und Neustadtl im Mostviertel, spielte bis 1996 hobbymäßig und stieg im Herbst 1996 in die Niederösterreichische Frauenliga ein. Der reine Frauenfußballverein spielte sich bis 2002 in die Bundesliga, blieb dort bis 2012, um freiwillig in die Gebietsliga Mostviertel abzusteigen, in der das Team unter dem Namen FSG Ardagger 2018/19 noch immer spielte.
10 × als SG Ardagger/Neustadtl: 2002/03–2004/05 (3 × Bundesliga), 2005/06–2011/12 (7 × ÖFB-Frauenliga)
SC Drasenhofen
Der Verein aus Drasenhofen im Weinviertel spielte eine Saison in der Damenliga mit. Ob es eine Frauenabteilung des am 1973 gegründete Herrenfußballverein USC Drasenhofen ist, ist nicht bekannt.
1 × als SC Drasenhofen: 1976/77 (1 × Damenliga Ost)
SV Enzesfeld-Hirtenberg
Die Frauenfußballsektion des BSV Enzesfeld-Hirtenberg stammt aus der Gemeinde Enzesfeld-Lindabrunn am Rand des Wiener Beckens und spielte in den 1970er Jahren drei Jahre in der Damenliga Ost.
3 × als SV Enzesfeld-Hirtenberg: 1973/74–1975/76 (3 × Damenliga Ost)
SV Gloggnitz, SC Wiener Neustadt
Die Frauensektion des aus Gloggnitz ansässigen Sportverein spielte 2006 und 2007 in der ÖFB-Frauenliga. Im Sommer 2012 gründeten die Gloggnitzer eine Spielgemeinschaft mit dem SC Wiener Neustadt, die bis 2015 dauerte. In der Saison 2015/16 übernahm die Lizenz für die 2. Liga Ost/Süd und die Mannschaft. Der SV Gloggnitz fördert die Nachwuchsarbeit von Knabenmannschaften. SC Wiener Neustadt löste die Frauenabteilung in der Saison 2016/17 auf.
2 × als SV Gloggnitz: 2005/06, 2006/07 (2 × ÖFB-Frauenliga)
SC Hainfeld
Die Frauensektion des Hainfeldner Sportclubs spielte in den 1970er Jahren in der Damenliga Ost. Im Sommer 2001 gründeten die Hainfeldner mit Rohrbach eine Spielgemeinschaft und spielten bis 2004 in der 2. Division Ost. Seitdem konzentriert sich der Sportclub auf die Nachwuchsarbeit im Herrenfußball.
1 × als SC Hainfeld: 1974/75 (1 × Damenliga Ost)
DFC Heidenreichstein
Die Frauenabteilung der Heidenreichsteiner wurde 1981 als Sektion des seit 1925 bestehenden SC Heidenreichstein gegründet. Erfahrungen in der Bundesliga sammelten die Heidenreichsteinerinnen in den Jahren 1987 bis 1998. In der Saison 2016/17 spielen die Waldviertlerinnen in der Niederösterreich Frauen Landesliga.
10 × als DFC Heidenreichstein: 1987/88–1989/90, 1991/92–1997/98 (10 × Bundesliga)
SV Horn
Die Frauenmannschaft der Horner wurde 1994 gegründet und spielten schon in der Saison 1994/95 in der 2. Liga Ost/Süd, stiegen kurzfristig in die Landesliga ab und stiegen wieder 2016/19 in die 2. Liga Ost/Süd auf. In der Saison 2018/19 gelang den Waldviertlerinnen der Meistertitel und qualifizierten sich erstmals mit einem 3:1-Gesamtscore gegen RW Rankweil für die ÖFB Frauen-Bundesliga.
1 × als SV Horn: 2019/20 (1 × ÖFB Frauen-Bundesliga)
SV Neulengbach
1992 gründete sich die Damenmannschaft des SV Altlengbach. Im Sommer 1996 übersiedelte die Mannschaft nach Neulengbach und begründete damit die Frauenfußballsektion des dortigen Sportvereins. Seit der Saison 1997/98 zählt Neulengbach zu den Spitzenmannschaften im österreichischen Frauenfußball und ist 12-facher Meister und 10-facher Pokalsieger.
24 × als SV Neulengbach: 1996/97–2004/05 (9 × Bundesliga), 2005/06–2019/20 (15 × ÖFB Frauen-Bundesliga)
SC Neunkirchen
Die Frauensektion des 1922 Industrieviertler Sportclubs waren von 1989 bis 1996 Bundesligist. In der Saison 2016/17 spielte das Team in der Frauengruppe Süd. In der nächsten Saison wurde das Team aufgelöst und die Spielerinnen wechselten zu Willendorf SV und Eggendorf ASK oder Weikersdorf.
6 × als SC Neunkirchen: 1989/90–1992/93, 1994/95–1995/96 (6 × Bundesliga)
SKN St. Pölten
In Stattersdorf, einer Katastralgemeinde der Stadt Sankt Pölten, gründete der SC Stattersdorf 1996 eine Frauenmannschaft und das Team spielte sich bis in die höchste österreichische Spielklasse. Im Sommer 2001 gründeten die Stattersdorfer eine Spielgemeinschaft mit dem ASV Spratzern aus einer weiteren Katastralgemeinde St. Pöltens, Spratzern. 2006 wurde die Spielgemeinschaft aufgelöst und die Mannschaft wanderte zum ASV Spratzern. 2006 erfolgte die Umbenennung in FSK St. Pölten-Spratzern. Aus marketingpolitischen Gründen wird 2016 mit dem SKN St. Pölten eine Kooperation vereinbart und der wurde der FSK St. Pölten-Spratzern im SKN St. Pölten eingegliedert, wobei vereinbart wurde, dass der FSK St. Pölten-Spratzern die Frauenabteilung des SKN St. Pöltens ist.
1 × als SC Stattersdorf: 2000/01 (1 × Bundesliga)
1 × als SG ASV Spratzern/SC Stattersdorf: 2001/02 (1 × Bundesliga)
2 × als ASV Spratzern: 2011/12, 2012/13 (2 × ÖFB Frauen-Bundesliga)
3 × als FSK St. Pölten-Spratzern: 2013/14–2015/16 (3 × ÖFB Frauen-Bundesliga)
4 × als SKN St. Pölten Frauen: 2016/17–2019/20 (4 × ÖFB Frauen-Bundesliga)
SV Stetteldorf
Die Frauensektion des seit 1932 bestehenden Weinviertler Vereins aus der Gemeinde Stetteldorf am Wagram gründete 1969 ein Damenteam, das 1973 um die Meisterschaft in der damals ersten österreichischen Spielklasse, der Damenliga Ost, mitspielte. Zwischen 1986 und 1989 spielten die Frauen in der zweiten österreichischen Spielklasse. Seit 2011 hat der Verein wieder eine Frauenmannschaft, die in der Saison 2018/19 in der Niederösterreich Frauen Landesliga spielte.
1 × als SV Stetteldorf: 1973/74 (1 × Damenliga Ost)
ASV Vösendorf, ASV Austria Vösendorf
Der in Vösendorf 1920 gegründete Arbeitersportverein hatte Anfang der 1980er Jahre eine Frauenmannschaft, die in der Bundesliga spielte. Nach dem letzten Bundesligajahr löste sich die Abteilung auf.
10 × ASV Vösendorf: 1988/89–1989/90, 1991/92–1998/99 (10 × ÖFB Bundesliga)
1 × ASV Austria Vösendorf: 1990/91 (1 × ÖFB Bundesliga)

### Oberösterreich
LASK Ladies
Die LASK Ladies wurden 2002 als Ladies Soccer Club in Linz gegründet und 2004 als eigene Sektion in den traditionsreichen Herrenverein LASK Linz aufgenommen. 2006 wurde der erstmalige Aufstieg in die ÖFB-Frauenliga erreicht. Im nächsten Jahr musste der Verein in die 2. Liga Mitte absteigen. Nach fünf Jahren 2. Liga und der letzte Platz in der Saison 2011/12 stiegen die Ladies in die Landesliga ab. In der Saison 2018/19 spielten die LSC Linz in der Frauenklasse OÖ Nord/Ost.
1 × als LASK Ladies: 2006/07 (ÖFB-Frauenliga)
Union Kleinmünchen
1980 als reiner Frauenfußballverein in dem Linzer Stadtteil Kleinmünchen gegründet und spielte vorwiegend in der ersten Spielstufe. Mit 8 Meister- und acht Vizemeistertiteln ist der Linzer Klub der dritterfolgreichste Frauenfußballverein Österreichs nach dem USC Landhaus Wien und SV Neulengbach. In der Saison 2018/19 reichte es für die Kleinmünchner nur der letzte Platz und stiegen in die neugegründete 2. Liga ab.
39 × als Union Kleinmünchen: 1980/81, 1981/82 (2 × Damenliga Ost), 1982/83–2004/05 (23 × Bundesliga), 2005/06–2018/19 (14 × ÖFB Frauen-Bundesliga)

### Salzburg
USK Hof, FC Bergheim
Die Frauenabteilung des seit 1956 Hofer bestehenden Fußballvereins USK Hof wurde 1999 gegründet. Ab der Saison ging der Flachgauer Fußballklub eine Spielgemeinschaft mit den Bergheimern ein, die nur den Frauenfußball betraf. Ab der Saison 2015/16 wurde die Spielgemeinschaft aufgelöst und der FC Bergheim, der 1965 gegründet und 2004 neu gegründet wurde, übernahm die ÖFB-Frauenliga-Mannschaft. Die USK Hof Damen spielen weiter in der Salzburger Frauenliga, in der sie in der Saison 2016/17 waren.
3 × als USK Hof: 2008/09-2010/11 (3 × ÖFB-Frauenliga)
2 × als SG FC Bergheim/USK Hof: 2011/12, 2012/13 (2 × ÖFB-Frauenliga)
4 × als FC Bergheim Damen: 2016/17–2019/20 (4 × ÖFB Frauen-Bundesliga)

### Steiermark
LUV Graz Damen, DFC LUV Graz
Beim 1959 gegründeten Grazer Lehrlingsunterstützungsverein, abgekürzt LUV, wurde in den 1970er Jahren eine Damenmannschaft gegründet, die 1978 zur erstmaligen Teilnahme an der obersten Spielstufe schaffte. Höhepunkte waren der Vizemeistertitel 1986 und der Pokalsieg 1978. 1990 wurde die Sektion Frauenfußball stillgelegt und erst 1999 wieder erfolgreich aufgebaut. Von 2014 bis 2017 spielte unter dem Namen DFC LUV Graz in einer Spielgemeinschaft mit dem 1. DFC Leoben. In der Saison 2018/19 spielte der Verein in der 2. Liga Ost/Süd.
30 × als LUV Graz: 1978/79, 1979/80, 1981/82 (3 × Damenliga Ost), 1982/83–1989/90, 2001/02–2004/05 (12 × Bundesliga), 2005/06–2014/15, 2017/18 (15 × ÖFB Frauen-Bundesliga)
2 × als DFC LUV Graz: 2014/15, 2015/16 (2 × ÖFB Frauen-Bundesliga)
1. DFC Leoben
1976 als eigener Frauenfußballklub in Leoben gegründet nahm der Verein seit 1978 an der höchsten Liga teil. Höhepunkte waren bisher die Meistertitel 1986 und 1987. Nach der Auflösung der Spielgemeinschaft mit dem LUV Graz begann der Verein in der Steirische Frauenlandesliga und spielt 2018/19 in der Steirische Frauenoberliga Nord.
27 × als 1. DFC Leoben: 1978/79–1981/82 (4 × Damenliga Ost), 1982/83–2002/03, 2004/05 (22 × Bundesliga), 2006/07 (1 × ÖFB-Frauenliga)
DFC St. Peter am Ottersbach
In der südoststeirischen Marktgemeinde St. Peter am Ottersbach wurde schon in den 1980er Jahren Frauenfußball in der Bundesliga zwei Jahre lang angeboten. Heute konzentriert sich der Nachfolgeverein TUS St. Peter am Ottersbach auf die Nachwuchsarbeit im Herrenfußball.
2 × als DFC St. Peter am Ottersbach: 1987/88, 1988/89 (2 × Bundesliga)
SK Sturm Graz
FC Stattegg, ein Verein aus Stattegg nahe bei Graz, übernahm 2008 die 2. Frauenmannschaft des LUV Graz Damen und die Lizenz für die 2. Frauenliga Süd und qualifizierten sich für 2009 für die Bundesliga. Im Sommer 2011 wurde eine Spielgemeinschaft zwischen dem SK Sturm Graz und dem FC Stattegg beschlossen. Drei Jahre später wurde die Spielgemeinschaft aufgelöst und SK Sturm Graz übernahm die Mannschaft. Der Verein spielt seit 2012/13 in der ÖFB Frauen-Bundesliga.
2 × als FC Stattegg: 2009/10, 2010,11 (2 × ÖFB-Frauenliga)
1 × als SPG SK Sturm Graz Damen/FC Stattegg 2012/13 (1 × ÖFB Frauen-Bundesliga)
7 × als SK Sturm Graz: 2013/14–2019/20 (7 × ÖFB Frauen-Bundesliga)

### Tirol
Innsbrucker AC, FFC Tirol, FC Wacker Innsbruck
Die Frauenmannschaft aus Innsbruck wurde beim Innsbrucker AC, kurz IAC, 1991 gegründet und spielte von 1997 bis 2006 in der ersten Bundesliga. Höhepunkte waren der Meistertitel 2002 und der Pokalsieg 1994. In den ersten zwei Jahren in der Bundesliga spielte in einer Spielgemeinschaft mit dem FC Tirol Innsbruck, löste die Gemeinschaft 1999 wieder auf. Ab der Saison 2001/02 lautete der Vereinsname unter Hinzunahme des Sponsors Innsbrucker AC/FC Tiroler Loden. 2006 wurde die Frauenfußballsektion des Innsbrucker AC aufgelöst und die Mannschaft zum FC Wacker Innsbruck transferiert. Der neue Arbeitgeber hatte schon in den 1970 und in den 1980er Jahren eine Frauenmannschaft, die als einer der ersten Frauenmannschaften von einem Bundesligisten gilt. Unter der neuen Schirmherrschaft spielte das Frauenteam zehn Jahre in der ersten österreichischen Spielklasse. In der Saison 2017/18 spielte das Team in der Frauen 2. Liga Mitte/West und stieg in der Saison 2018/19 in die ÖFB Frauen-Bundesliga auf
2 × als SG FFC Tirol/IAC: 1997/98, 1998/99 (2 × Bundesliga);
7 × als Innsbrucker AC: 1999/2000–2004/05 (6 × Bundesliga), 2005/06 (1 × ÖFB-Frauenliga)
12 × als FC Wacker Innsbruck: 2006/07–2012/13 (6 × ÖFB-Frauenliga), 2013/14–2016/17, 2018/19, 2019/20 (6 × ÖFB Frauen-Bundesliga)

### Vorarlberg
Schwarz-Weiß Bregenz
Die Bregenzer schafften 1997 den Sprung in die Regionalliga West und stiegen 2000 in die Bundesliga auf. Im zweiten Jahr der Bundesliga mussten die Vorarlberger wieder in die Regionalliga West absteigen. Dort blieben sie bis 2007, in dem Jahr, in dem der Fußballverein in den Konkurs schlitterte. Das Frauenteam übernahm der Nachfolgeverein SC Bregenz, der mit dem gleichen Namen des Vorgängerklubs die Meisterschaft in der Regionalliga West die Saison 2007/08 bestritt. In der nachfolgenden Saison spielte das Team in der Frauen Vorarlberg-Liga. In der Saison 2018/19 wurden sie Sechster in der Frauen Landesliga.
2 × als Schwarz-Weiß Bregenz: 2000/01, 2001/02 (2 × Bundesliga)
FFC Vorderland
Der einzig reine Fußballverein Vorarlbergs hat seine Wurzeln in der Frauenmannschaft des FC Sulz im Vorderland. 2012 trennte sich das Team vom Verein und gründete einen eigenen Frauenfußballverein. Seit der Saison 2017/18 spielten die Vorderländerinnen in der höchsten ÖFB Frauen-Bundesliga, nachdem sie sich in zwei Relegationsspielen, 2:2 und 3:2, gegen den ASK Erlaa durchgesetzt hatten.
3 × als FFC Vorderland: 2017/18–2019/20 (3 × ÖFB Frauen-Bundesliga)

### Wien
KSV Ankerbrot Wien
Der Verein des Brotherstellers wurde 1922 gegründet, ein Frauenteam eroberte 1975 den Meistertitel, der den größten Erfolg der Favoritner war. Die Sektion Frauenfußball wurde nach dieser Meistersaison aufgelöst. Heute spielt das Herrenteam unter dem Namen KSV Ankerbrot Montelaa. In der Saison 2015/16 versuchte der Verein ein Team aufzubauen, das ein Jahr später wieder aufgelassen wird.
1 × als KSV Ankerbrot Wien: 1974/75 (1 × Damenliga Ost)
SV Antonshof Rannersdorf
Wahrscheinlich handelt es sich um den Schwechater SV Antonshof Rannersdorf aus Rannersdorf. Der SV Antonshof Rannersdorf spielte in der ersten Auflage der Fußball-Frauenmeisterschaft, die 1972/73 ausgetragen wurde, mit, schied mit Saisonende freiwillig aus.
1 × als SV Antonshof Rannersdorf: 1972/73 (1 × Damenliga Ost)
SV Kagran, SV Aspern, ESV Stadlau/Kaisermühlen
Alle drei Vereine waren oder sind in der Donaustadt beheimatet.
Die Gründung des Sportverein Kagran war im Jahr 1947, die Damensektion des SV Kagran spielte in der ersten Auflage der Fußball-Frauenmeisterschaft, die 1972/73 ausgetragen wurde, mit und konnte den 3. Platz erreichen. In der Saison 1975/76 erreichte der Sektion das Pokalfinale. Im Sommer 1977 wurde die Damensektion aufgelöst. Ob die Damensektion direkt beim Asperner SV integriert wurde, gibt es keinen Beleg. Der Gesamtverein nennt sich nach mehreren Fusionen und einer Generalversammlung 1999 SV Hirschstetten.
Der SV Aspern wurde 1919 gegründet, eine Damenmannschaft wurde 1973 aufgestellt, die ab der Saison 1977/78 statt dem SV Kagran in der Damenliga Ost spielte. Der SV Aspern hieß, nach dem Kommerzialrat Otto Herzer als Sponsor gewonnen werden konnte, von 1972 bis 1983 SV Aspern Herzer. In der Saison 1983/84 wurde die Damensektion Meister und wurde aufgelöst. Die Frauenfußballsektion des SV Aspern wurde nach der Meistersaison zum ESV Stadlau/Kaisermühlen übersiedelt. Bis zur Saison 2015/16 gab es keine Bestrebungen, die Frauensektion zu reaktivieren.
Der Eisensportverein Stadlauer und Kaisermühlner Sportverein (ESV-KSC) spielte bei den Herren nie in den oberen Ligen Österreich. Die Frauenmannschaft vom SV Aspern wurde 1984 übernommen, zog sich sieben Jahre später, während der Saison 1991, freiwillig aus der Meisterschaft zurück. Der Fußballplatz des ESV Stadlau musste wegen einer U-Bahn-Station Platz machen. Der Gesamtverein firmiert heute als KSC Donaustadt.
5 × als SV Kagran: 1972/73–1976/77 (5 × Damenliga Ost)
8 × als SV Aspern: 1977/78–1982/83 (6 × Damenliga Ost), 1982/83, 1983/84 (2 × Bundesliga)
7 × als ESV Stadlau/Kaisermühlen: 1984/85–1990/91 (7 × Bundesliga)
ASV 13
Der Arbeitersportklub aus Hietzing wurde 1946 als SV Hörndlwald gegründet. Die Damenabteilung des Vereins spielte nur eine Saison in der Bundesliga, belegte den letzten Platz und löste sich auf. In der Saison 2008/09 stieg eine Frauenmannschaft in die Wiener Landesliga ein und wurde Meister, in der sie in der Saison 2018/19 noch spielten.
1 × als ASV 13: 1982/83 (1 × Bundesliga)
SV Elektra Wien
Die Sportvereinigung Elektra wurde als FC Simmeringer Sportvereinigung 1909 gegründet, die Namensänderung in Fußballsektion Elektra erfolgte 1948 und übersiedelt in die Wehlistraße in die Leopoldstadt. Die Damenabteilung der Elektra Wien stieg in der Saison 1975/76 in die Bundesliga ein und wurde dreimal Meister und einmal Vizemeister. Die Frauenfußballsektion der FS Elektra wurde 1981 wieder aufgelöst. Die Herrensektion spielt als ASK Elektra Wien.
6 × als SV Elektra Wien: 1975/76–1980/81 (6 × Damenliga Ost)
ASK Erlaa
Der Amateursportklub aus Liesing besteht seit 1923, die Gründung der Frauenmannschaft erfolgte 1997. Die Vereinsfarben des Vereins sind Violett-Weiß. Bisherige Höhepunkte waren zwei Wiener Landesmeistertitel und der mehrmalige Aufstieg in die Bundesliga. In der Saison 2017/18 spielte die Frauenmannschaft in der 2. Liga Ost/Süd. und wurde in der nächsten Saison aufgelöst und die Spielerinnen wechselten zu RSV Wienerfeld, 1. SV Wr.Neudorf, SV Neulengbach und ASK Bad Vöslau.
4 × als ASK Erlaa: 2004/05 (1 × Bundesliga), 2005/06, 2006/07 (2 × ÖFB-Frauenliga), 2014/15 (1 × ÖFB Frauen-Bundesliga)
Favoritner AC
Der Athletikclub aus Favoriten wurde 1910 gegründet, die Damensektion des Favoritner AC spielte in der ersten Auflage der Fußball-Frauenmeisterschaft, die 1972/73 ausgetragen wurde, mit und wurde Meister. Die Frauenfußballmannschaft des Vereins wurde nach der Meistersaison aufgelöst.
1 × als Favoritner AC: 1972/73 (1 × Damenliga Ost)
Gersthofer SV
Die Sportvereinigung aus Währing wurde als Gersthofer Spielvereinigung (SpVg) 1912 gegründet und schloss sich 1922 mit dem Deutschen Fußballclub (DFC) Wien zusammen. Die Damensektion des Gersthofer SV spielte in der ersten Auflage der Fußball-Frauenmeisterschaft, die 1972/73 ausgetragen wurde, mit, wurde letzter und löste sich zum Saisonende auf.
1 × als Gersthofer SpVg: 1972/73 (1 × Damenliga Ost)
USC Landhaus, FK Austria Wien
Der Verein USC Landhaus aus Floridsdorf wurde schon 1968 als reiner Fußballfrauenverein gegründet, spielte in der ersten Auflage der Fußball-Frauenmeisterschaft, die 1972/73 ausgetragen wurde, mit und ist in seiner ganzen Vereinsgeschichte nicht einmal abgestiegen. Er ist somit einer der erfolgreichsten österreichischen Frauenfußballvereine, der insgesamt zwölfmal Meister und zwölfmal Vizemeister wurde. Seit 2005 besteht eine Kooperation mit FK Austria Wien. In der Saison 2018/19 spielt der Verein unter dem Namen USC Landhaus/FK Austria Wien in der ÖFB Frauen-Bundesliga.
46 × als USC Landhaus: 1972/73–1981/82 (10 × Damenliga Ost), 1982/83–2004/05 (23 × Bundesliga), 2005/06–2017/18 (13 × ÖFB Frauen-Bundesliga)
1 × als SG USC Landhaus/FK Austria Wien: 2018/19 (1 × ÖFB Frauen-Bundesliga)
1 × als SG FK Austria Wien/USC Landhaus: 2019/20 (1 × ÖFB Frauen-Bundesliga)
DFC Ostbahn XI, ESV Süd-Ost
Der eigenständige Simmeringer Damenfußballclub DFC Ostbahn XI spielte in der ersten Auflage der Fußball-Frauenmeisterschaft, die 1972/73 ausgetragen wurde, mit. Die Höhepunkte waren der Meistertitel 1985, acht Vizemeistertitel und fünf Pokalsiege. Nur in der Saison 1989/90 spielte der Damenfußballclub unter dem Namen des ESV Ostbahn XI, dem Eisenbahnersportverein Ostbahn XI, der 1921 gegründet wurde. 1995 stellte die Frauenfußballsektion ihren Spielbetrieb ein. Die Mannschaft wechselte zum ESV Süd-Ost, der die Erstligalizenz der Ostbahn IX erhielt.
Der ESV Süd-Ost übernahm 1995/96 die Lizenz und die Mannschaft von DFC Ostbahn XI, konnte nie in die erste österreichische Liga aufsteigen. In der Saison 2008/09 stieg die Frauenmannschaft in die Wiener Frauen Landesliga ab. Der Verein löste sich nach dem Meistertitel in der Wiener Frauen Landesliga der Saison 2011/12 auf, da die Spielerinnen zu verschiedenen Vereinen wechselten.
17 × als DFC Ostbahn XI: 1972/73–1981/82 (10 × Damenliga Ost), 1982/83–1988/89 (7 × Bundesliga);
1 × als ESV Ostbahn XI: 1989/90 (1 × Bundesliga);
5 × als DFC Ostbahn XI: 1990/91–1994/95 (5 × Bundesliga);
6 × als ESV Süd-Ost: 1995/96–2000/01 (6 × Bundesliga)
SV Pauker Wien
Beim SV Pauker Wien handelt es sich um den Simmeringer Sportklub der Simmering-Graz Pauker Werke, die am Sportplatz in der Leberstraße spielten. In der Saison 1974/75 spielten die Damenmannschaft des Vereins in der Damenliga Ost, belegten den letzten Platz und lösten sich auf.
1 × als SV Pauker Wien: 1974/75 (1 × Damenliga Ost)
First Vienna FC 1894, FC Hellas Kagran
Der First Vienna Football Club wurde 1894 in Döbling gegründet und war 1989 einer der ersten Bundesliga-Verein, der eine Frauenmannschaft gründete. und konnte gleich in die oberste Spielklasse einsteigen. Im Sommer 1997 folgte die Auflösung der Frauenfußballsektion. Die Spielerinnen wechselten zum FC Hellas Kagran zur Gründung der dortigen Frauenmannschaft.
Der Floridsdorfer FC Hellas Kagran wurde 1926 gegründet und fusionierte 1968 mit dem SC Montagebau zum Hellas Montagebau. 1997 erfolgte durch Übernahme des Frauenteams von First Vienna FC 1894 die Gründung eines Frauenteams. 2004 löste sich das Frauenteam auf.
Bei der Vienna wird 7 Jahre später, seit Herbst 2011 eine Frauenmannschaft aufgebaut, die ab der Saison 2018/19 in der 2. Liga spielt.
5 × als First Vienna FC 1894: 1989/90–1992/93, 1995/96 (5 × Bundesliga)
5 × als FC Hellas Kagran: 1999/2000–2003/04 (5 × Bundesliga)
KSV der Wiener Berufsschulen
Eine Damenmannschaft des im Prater ansässigen Kultur- und Sportverein der Wiener Berufsschulen findet in der Saison 1979/80, als das Team in der 2. Leistungsstufe spielte. 1982 gelang den Damen des KGV der Aufstieg in die Bundesliga, 1989 wurde die Frauenabteilung des KSV aufgelöst. In den Saisonen 1985/86 und 1986/87 trat der KSV als Wiener Berufsschulen CA an.
7 × als KSV der Wiener Berufsschulen: 1982/83–1988/89 (7 × Bundesliga)
SV Wienerfeld, DFV Juwelen Janecka, DFC Juwelen Janecka
Beide Vereine sind geschichtlich eng verbunden. Der DFV Juwelen Janecka, wurde in Favoritner Neulaa 1986 gegründet und hatte seine Spielstätte in der Franz-Koci-Straße. Der SV Wienerfeld, jener Verein der Franz-Hölbl-Anlage, gründete in den 1980er Jahren eine Frauenabteilung und spielte 1987/88 in der zweiten Frauenliga Ost. In den Saisonen 1991/92 bis 1993/94 spielten der DFV Juwelen Janecka in einer Spielgemeinschaft mit dem SV Wienerfeld. Ein Jahr später wurde die Spielgemeinschaft aufgelöst und der DFV Juwelen Janecka spielte in der Bundesliga. Die Frauenmannschaft spielte bis 2012 in der Wiener Frauen Landesliga, im Sommer 2012 wurde sie wieder in den SV Wienerfeld eingegliedert und musste in die Frauen 1. Klasse A absteigen.
2 × als SV Wienerfeld: 1989/90, 1990/91 (2 × Bundesliga)
1 × als SV Janecka Wienerfeld: 1991/92 (1 × Bundesliga)
1 × als DFV Juwelen Janecka: 1992/93 (1 × Bundesliga)